# Ronnie Musgrove
David Ronald Musgrove, conhecido como Ronnie Musgrove (29 de julho de 1956), é um político norte-americano filiado ao Partido Democrata. Ele foi o 61º Governador do Mississippi no período de 11 de janeiro de 2000 a 13 de janeiro de 2004.